# Mezilesí (Náchodi járás)
Mezilesí település Csehországban, Náchodi járásban. Mezilesí Slavoňov, Bohdašín, Sendraž, Libchyně, Jestřebí és Nový Hrádek településekkel határos. Lakosainak száma 251 fő (2024. január 1.).

## Népesség
A település lakosságának változását az alábbi diagram mutatja:
| Lakosok száma | 558  | 529  | 437  | 280  | 225  | 204  | 240  | 252  | 251  | 251  |
|               | 1869 | 1890 | 1921 | 1950 | 1980 | 2001 | 2017 | 2019 | 2022 | 2024 |